# Олег Ярославич
Оле́г Яросла́вич, або Оле́г Наста́сич (д.-рус. Олегъ Настасьичь, ? — 1187/1188) — галицький князь (1187-1188) з династії Рюриковичів. 
Представник дому галицьких Ростиславичів. Згадується у Київському літописі. Позашлюбний син галицького князя Ярослава Осмомисла і його коханки Настасі Чагрівни. За заповітом батька отримав Галич, а його брат Володимир Ярославич — Перемишль (цей престол за традицією вважався старшим від галицького). Після смерті батька вигнаний з Галича внаслідок заколоту галицьких бояр; вони змовилися з Володимиром й передали йому місто. Втік до київського князя Рюрика Ростиславича в Овруч. 
За даними польського хроніста ХІІ століття Вінцентія Кадлубека не знайшов підтримки на Русі, після чого подався до Польщі, до краківського князя Казимира II Справедливого. За допомоги польських військ повернув собі Галич, утвердився на князівському престолі. Невдовзі був отруєний своїми ближніми боярами. Після його смерті Володимир Ярославич повернув собі Галич. Повідомлення Кадлубека відображені в Густинському літописі.